# Liên Hoa Sinh
Padmasambhava (Hán Việt: Liên Hoa Sinh (蓮華生), sa. padmasambhava, padmakāra, bo. pad ma sam bhava པད་མ་སམ་བྷ་ཝ་, pad ma `byung gnas པད་མ་འབྱུང་གནས་), là một Đại sư Ấn Độ, sống cùng thời vua Tây Tạng Trisong Detsen (755-797). Sư truyền Phật giáo sang Tây Tạng và sáng lập tông Ninh-mã, một trong bốn tông phái lớn của Tây Tạng và được các đệ tử gọi là "Phật thứ hai." Sư hay sử dụng thần thông, nhiếp phục ma quái và thiên tai. Cách tu hành của Sư Guru Rinpoche rất đa dạng, từ cách sử dụng đao truỷ thủ đến tu tập các phép thiền định theo hệ thống Đại cứu cánh. Sư thuộc dòng của các vị Đại thành tựu (sa. mahāsiddha), để lại rất nhiều truyện thần thoại cho đời sau và ở các nước vùng Hi-mã-lạp sơn, người ta tôn thờ gọi Sư là "Đạo sư quý báu" (Quỹ Phạm Sư Bảo 軌范師寶, Sư Tôn Bảo 師尊寶, bo. guru rinpoche གུ་རུ་རིན་པོ་ཆེ་).
Tương truyền rằng, Liên Hoa Sinh sinh ra trong một hoa sen, tại Tây Bắc Kashmir, sớm thông tất cả kinh sách, nhất là Mật giáo (sa. tantra). Trong thế kỉ thứ 8, Sư đến Tây Tạng, một vương quốc còn bị ảnh hưởng bởi các tôn giáo thiên nhiên. Sư đến đây chinh phục ma quỷ, thiên tai và ảnh hưởng của giáo phái Bön. Sư cũng cho xây tu viện Tang-duyên năm 775 và thời gian hoạt động tại Tây Tạng xem như chấm dứt tại đó. Có nhiều tài liệu cho rằng Sư hoằng hoá ở Tây Tạng lâu hơn, truyền giáo cho 25 đệ tử, trong đó có nhà vua Tây Tạng và giáo thuyết quan trọng nhất là "Tám tuyên giáo". Ngoài ra, Sư còn để lại nhiều bài dạy được dấu trong rừng núi (bo. gter ma), chỉ được khám phá ra vào một thời điểm nhất định. Một trong những bài dạy đó là bộ Tử thư. Đệ tử quan trọng và là người viết lại tiểu sử của Sư là bà Yeshe Tsog-yel.

## Giáo lý

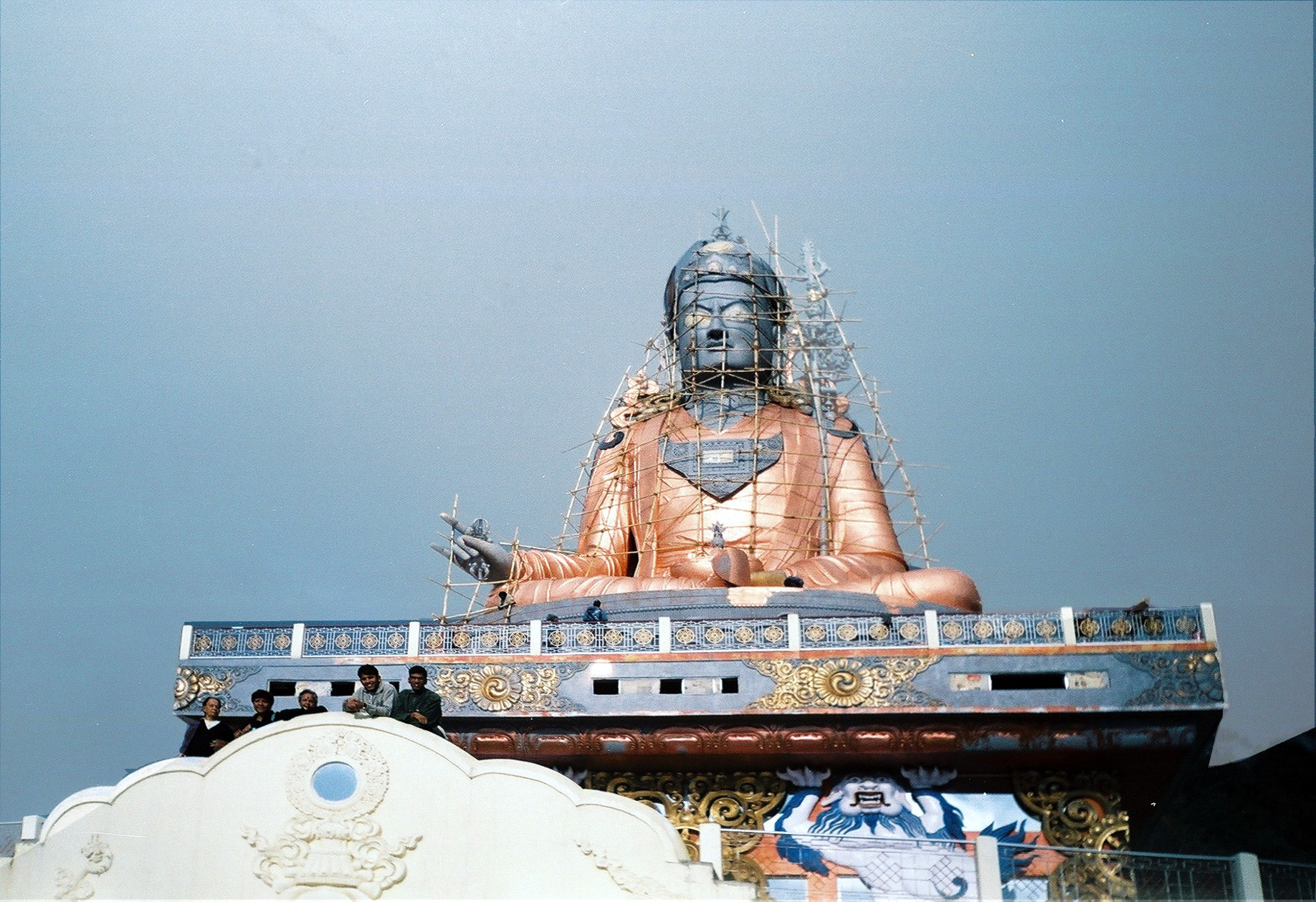
Liên Hoa Sinh (Anh ngữ còn gọi là Guru Rinpoche), tượng Phật tại Sikkim cao 36 mét ở Namchi, Nam Sikkim; là tượng Phật Liên Hoa Sinh lớn nhất thế giới

Sư có nhiều bài dạy đệ tử tu tập theo con đường ngắn nhất, trực tiếp đến Giác ngộ. Những bài khuyên dạy thường xoay quanh sáu điểm cụ thể như sau:
1. Đọc thật nhiều kinh sách, lắng tai nghe các vị Đại sư dạy bảo để nhập tâm rồi sau đó ứng dụng để tự thấy hiệu quả, sai trái;
2. Chọn một trong tất cả học thuyết này và chú tâm vào nó, tất cả những thuyết khác đều phải bỏ qua, ví như con diều hâu săn từ trên cao, chỉ chọn một con mồi duy nhất;
3. Sống khiêm tốn cần kiệm, không bao giờ tự nâng mình, đưa mình ra trước, bỏ ý muốn đạt danh vọng, quyền uy trong thế gian. Sau cái bề ngoài vô nghĩa này thì lại đưa tâm thức lên cao vút, vượt qua tất cả các danh hiệu chói lọi của tục thế;
4. Giữ lòng Xả (sa. upekṣā) đối với tất cả. Ăn uống như một con heo, con chó, không chọn lựa, có gì ăn nấy. Không được cố gắng để đạt hoặc né tránh bất cứ một cái gì. Chấp nhận mọi việc như chúng đến, giàu sang phú quý hay cơ hàn, lời chê bai hay tán thán. Không phân biệt giữa đúng sai, thiện ác, thành bại. Không hối tiếc và cũng không hãnh diện, vui mừng về bất cứ việc gì đã làm (xem Bát phong).
5. Với tâm vô tư, không thiên vị mà nghe và quán sát tất cả những hành động lời nói của mọi người. Cứ nghĩ rằng, nhân gian là như thế, người này như vậy, người kia thế đó. Quán sát thế gian như một người đứng trên đỉnh núi nhìn xuống;
6. Cấp này không thể trình bày diễn tả. Nó tương ưng với sự trực giác tính Không, tương ưng với tính Không (sa. śūnyatā).

Phái Ninh-mã xem ngày 10 mỗi tháng là ngày vía của Liên Hoa Sinh và mỗi tháng có một ý nghĩa khác nhau. Ngày 10 tháng giêng là ngày xuất gia và quán tử thi, ngày 10 tháng 2 là ngày thụ giới, ngày 10 tháng 3 là ngày chuyển hoá lửa thành nước... Bài dạy cầu Liên Hoa Sinh được ghi thành 7 dòng như sau:
| Nơi miền Tây bắc Ô-trượng-na Trong một đoá hoa sen Ngài đã đạt Vô thượng bồ-đề Ngài là Liên Hoa Sinh Với nhiều nữ thần hộ vệ xung quanh Con nguyện theo Ngài Hãy đến đây độ trì cho đệ tử. | Xứ Ogyen cõi thiêng Tây Bắc Đản sinh trong nhị đóa hoa sen Thành tựu diệu kỳ đã nên Liên Hoa Sinh ấy là tên gọi Ngài Không Hành Mẫu Thường hằng vi nhiễu Con Theo Thầy từng bước chân tu Xin Ngài rộng mở lòng từ, giáng lâm ban phúc gia trì trong con |
| --- | --- |

## Hóa thân
Sự xuất hiện của đức Kim Cang Thượng Sư đã được Đức Phật Thích Ca Mâu Ni huyền ký trong nhiều kinh điển. Đức Phật cũng dạy rằng đức Liên Hoa Sinh chính là Đức Phật A Di Đà trong hình tướng loài người.
1. Guru Padma Jungney: Đản Sinh Trong Hoa Sen, mặt màu xanh, 3 mắt, đội vương miện ngũ trí (hoặc 5 đầu lâu), tay cầm Chày Kim Cang, Chuông Kim Cang,
2. Guru Shakya Sengye: Sử Tử của dòng họ Thích Ca, hóa thân này có khuôn mặt của Phật, đầu tóc kết lọn, Tăng phục màu vàng, tay cầm bình bát, đức Liên Hoa Sinh được kính ngưỡng là hóa thân của Phật Thích Ca Mâu Ni
3. Guru Nyima Oezer: Mặt màu vàng, khoác y màu vàng, râu màu xanh, trên tay cầm pháp khí nêu biểu các tia sáng mặt trời
4. Guru Loden Chogse: mặt màu đỏ, tóc kết búi, đầu đội vương miện, y màu đỏ, tay cầm trống và bảo bình
5. Guru Padmasambhava: Mặt màu trắng, y của tăng, mũ thiền trí,
6. Guru Pema Gyalpo: Liên Hoa Vương, mặt màu trắng, đội vương miện bá vương, tay cầm trống và chuông kim cương
7. Guru Sengye Drathok: mặt màu xanh, 3 mắt tướng uy mãnh, y màu xanh, tay cầm chày Kim Cang Phổ Ba
8. Guru Dorje Drolo: Mặt màu đỏ với 3 mắt uy mãnh, tay cầm Chày Kim Cang và 1 chiếc khăn Khata buộc ở đuôi chày.

## Thánh địa
- Hồ Rewalsar (Tso Pema): tại bang Himachal Pradesh nơi Ngài Đản sinh trong một đóa hoa sen,
- Động Lang - Le - So (Asura): trên những ngọn núi Parphing, tây nam Thủ đô Kathmandu của Nepal, nơi Ngài cùng công chúa Shakyadevi xinh đẹp cùng thực hành bản tôn Kim Cang Tát Đỏa (Vajrasattva), trên cửa hang động có dấu tay Ngài in vào vách đá.
- Tu Viện Chiu Gompa: trên vùng Ngân sơn (Kailash), gần hồ thiêng Manasarovar, có hang động nơi Ngài thiền định 7 năm cuối cùng.
- Tự Viện Samye: tại Tây tạng, là ngôi chùa đầu tiên, được xây dựng năm 787 sau CN, được thiết kế như một Mandala, Ngài Liên Hoa Sinh và Ngài Tịch Hộ đã xây dựng tự viện này nhằm thiết lập Phật giáo tại Tây Tạng,